# 凯文·马哈尼
凯文·马哈尼（英語：Kevin Mahaney，1962年3月31日—），美国男子帆船运动员。他曾代表美国参加1992年夏季奥林匹克运动会帆船比赛，联同吉姆·布雷迪和道格·克恩获得一枚银牌。